# Famille des Vacaresco
 (décembre 2023).
Si vous disposez d'ouvrages ou d'articles de référence ou si vous connaissez des sites web de qualité traitant du thème abordé ici, merci de compléter l'article en donnant les références utiles à sa vérifiabilité et en les liant à la section « Notes et références ».

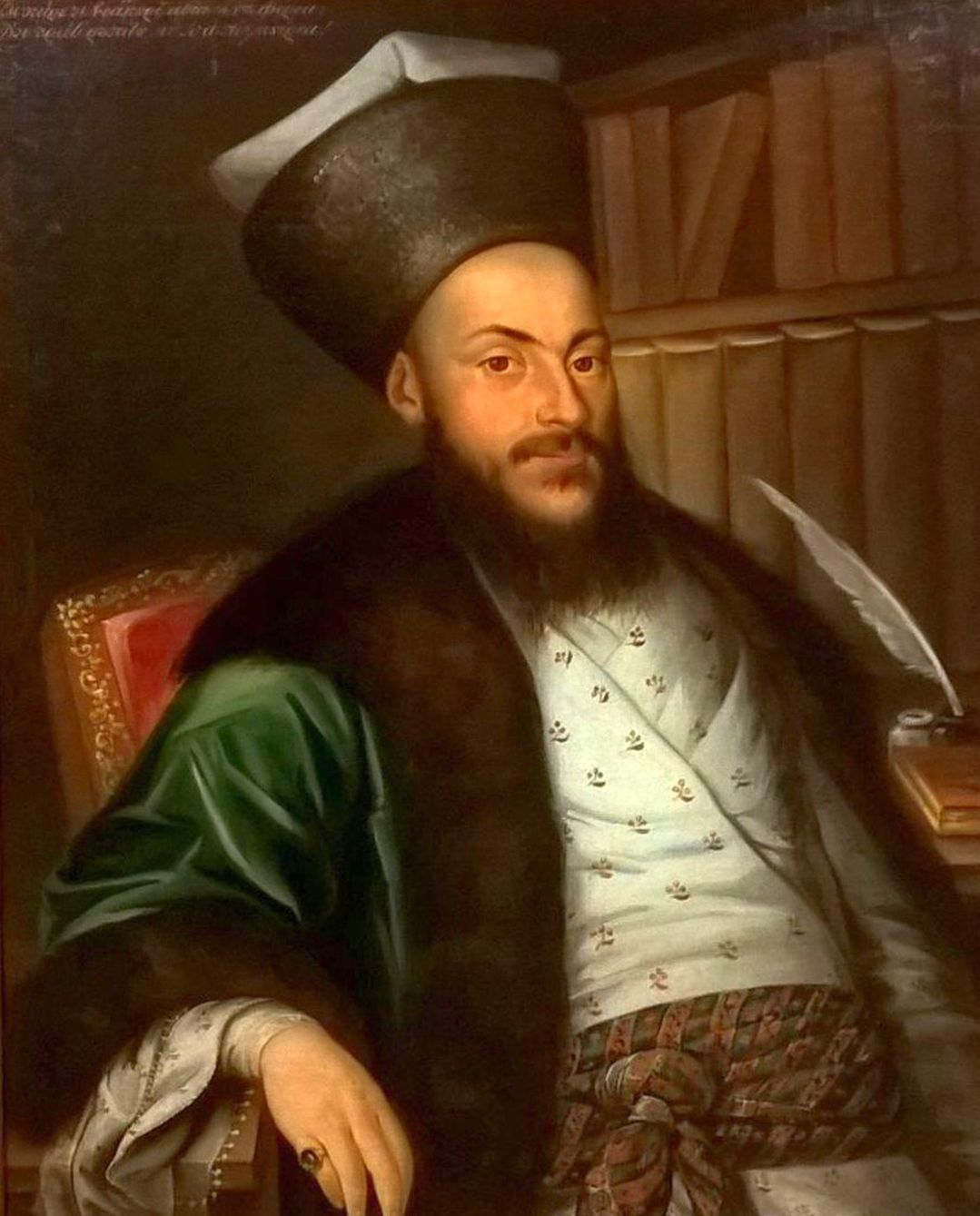
Portrait de Alecu Văcărescu

La famille des Vacaresco ou Văcărescu était une famille de la noblesse roumaine de Valachie.
Leur patronyme les relie à l'élevage bovin : văcaru (« le bouvier »), donne le nom de domaine agricole Văcărești (« des bouviers », près de Târgoviște), dont les maîtres sont des Văcărescu (« de Văcărești ») qui peut être francisé en Vacaresco. Selon la légende, cette famille serait venue de Făgăraș en Transylvanie d'où le surnom d'« Ugrin » (« venu de Hongrie »), et son fondateur mythique en serait un certain Coceno (Cosinus, Kukenus ?) d'origine espagnole, ayant reçu, des rois de Hongrie, des domaines dans la seigneurie valaque de Făgăraș (Fogarasi vlachföld).
- Enache Văcărescu (1654-1714) grand trésorier de Valachie
- Ienăchiță Văcărescu, (1730-1796) poète, écrivit la première grammaire roumaine
- Alecu Văcărescu (1769-1798), poète
- Nicolae Văcărescu (mort en 1830), poète
- Iancu Văcărescu, (1786-1863), poète
- Hélène Vacaresco, (1864-1947), écrivaine et poétesse

## Pour approfondir